# Витковский, Стефан (шахматист)
Стефан Витко́вский (пол. Stefan Witkowski; 27 сентября 1931, Лодзь, Лодзинское воеводство — 22 октября 2007, Варшава) — польский шахматист, международный мастер (1977), шахматный литератор. Чемпион Польши (1959).

## Шахматная карьера
Разделил 1—2 место в чемпионате Польши 1954 года с Б. Сливой (уступил в дополнительном матче за первое место со счётом 2:4). В 1959 года вновь участвовал в дележе 1-2 места в национальном чемпинатате (с Ю. Громеком) и после победы в дополнительном матче со счётом 4:0 стал чемпионом страны. Победитель национального турнира экс-чемпионов в Хелме (1964).
В составе национальной сборной участник 13-й Олимпиады (1958) в Мюнхене.
Лучшие результаты в международных соревнованиях: Вейк-ан-Зее (1970, побочный турнир) — 1-е; Штип (1971) — 2—3-е; Вроцлав (1974) — 4—6-е; Градец-Кралове (1975/1976) — 2-е, Люблин (1977) — 2-е место.
Вице-президент Польской шахматной федерации (1966—1976).

## Спортивные достижения
| Год  | Город                 | Турнир                             | +  | −  | =  | Результат | Место |
| ---- | --------------------- | ---------------------------------- | -- | -- | -- | --------- | ----- |
| 1951 | Лодзь                 | 9-й чемпионат Польши               | 5  | 5  | 5  | 7½ из 15  | 9—11  |
| 1952 | Катовице              | 10-й чемпионат Польши              | 2  | 15 | 4  | 4 из 21   | 22    |
| 1953 | Краков                | 11-й чемпионат Польши              | 7  | 6  | 4  | 9 из 17   | 6—9   |
| 1954 | Лодзь                 | 12-й чемпионат Польши              | 7  | 2  | 8  | 11 из 17  | 1—2   |
|      | Ченстохова            | Матч за 1-е место против Б. Слива  | 1  | 3  | 2  | 2 из 6    |       |
| 1955 | Вроцлав               | 13-й чемпионат Польши              | 3  | 7  | 8  | 7 из 18   | 16    |
| 1956 | Ченстохова            | 14-й чемпионат Польши              | 4  | 9  | 6  | 7 из 19   | 18    |
| 1957 | Варшава               | 15-й чемпионат Польши              | 4  | 2  | 11 | 9½ из 17  | 10—11 |
| 1958 | Мюнхен                | 13-я Олимпиада                     | 6  | 4  | 2  | 7 из 12   |       |
| 1959 | Лодзь                 | 16-й чемпионат Польши              | 10 | 1  | 6  | 13 из 17  | 1—2   |
|      | Лодзь                 | Матч за 1-е место против Ю. Громек | 4  | 0  | 0  | 4 из 4    |       |
| 1960 | Вроцлав               | 17-й чемпионат Польши              | 2  | 7  | 6  | 5 из 15   | 14    |
| 1961 | Катовице              | 18-й чемпионат Польши              | 5  | 6  | 6  | 8 из 17   | 12    |
| 1964 | Варшава               | 21-й чемпионат Польши              | 5  | 2  | 8  | 9 из 15   | 3—5   |
| 1966 | Жешув                 | 23-й чемпионат Польши              | 3  | 5  | 7  | 6½ из 15  | 12—13 |
| 1967 | Щецин                 | 24-й чемпионат Польши              | 5  | 4  | 6  | 8 из 15   | 6—7   |
| 1968 | Лодзь                 | 25-й чемпионат Польши              | 6  | 4  | 5  | 8½ из 15  | 6     |
| 1970 | Пётркув-Трыбунальский | 27-й чемпионат Польши              | 2  | 1  | 12 | 8 из 15   | 6—7   |
| 1978 | Краков                | 35-й чемпионат Польши              | 1  | 3  | 13 | 7½ из 17  | 13    |

## Изменения рейтинга
| Графики недоступны из-за технических проблем. См. информацию на Фабрикаторе и на mediawiki.org. |